# Acacia delphina
Acacia delphina é uma espécie de leguminosa do gênero Acacia, pertencente à família Fabaceae.